# Карл-Юрг Вехтер
Карл-Юрг Вехтер (нім. Karl-Jürg Wächter; 2 травня 1916, Обервайсбах — 3 травня 1945, Балтійське море) — німецький офіцер-підводник, капітан-лейтенант крігсмаріне. Кавалер Німецького хреста в золоті.

## Біографія
3 квітня 1936 року вступив на флот. З 6 червня 1942 по 12 січня 1944 року — командир підводного човна U-223, на якому здійснив 4 походи (разом 155 днів у морі), з 12 листопада 1944 року — U-2503. 3 травня 1945 року човен був атакований британськими винищувачами Bristol Beaufighter. Внаслідок влучання ракети біля бойової рубки Вехтер і ще кілька членів екіпажу загинули. U-2503, який сильно горів, дістався до берегів Данії, де був затоплений вцілілими членами команди. Наступного дня рештки човна були підірвані. Загалом внаслідок атаки і пожежі загинули 13 членів екіпажу U-2503.
Всього за час бойових дій потопив 4 кораблі загальною водотоннажністю 18 826 тонн.
| Дата           | Назва корабля                                | Тип                  | Тоннаж | Вантаж                                                                              | Екіпаж | Загинули | Країна             | Конвой |
| -------------- | -------------------------------------------- | -------------------- | ------ | ----------------------------------------------------------------------------------- | ------ | -------- | ------------------ | ------ |
| 3 лютого 1943  | Dorchester                                   | Військовий транспорт | 5,649  | Війська, 60 мішків пошти і посилок, пиломатеріали та 1069 тонн генеральних вантажів | 904    | 675      | США                | SG-19  |
| 23 лютого 1943 | Winkler                                      | Тепловий танкер      | 6,907  | Баласт                                                                              | 51     | 19       | Панама             | ON-166 |
| 2 жовтня 1943  | Stanmore (невиправно пошкоджений)            | Торговий пароплав    | 4,970  | 2500 тонн державних вантажів, включаючи вибухівку та 207 мішків пошти               | 59     | 0        | Британська імперія | KMS-27 |
| 11 грудня 1943 | HMS Cuckmere (K299) (невиправно пошкоджений) | Фрегат               | 1,300  |                                                                                     | ?      | 16       | Британська імперія | KMS-34 |

## Звання
- Кандидат в офіцери (3 квітня 1936)
- Морський кадет (10 вересня 1936)
- Фенріх-цур-зее (1 травня 1937)
- Оберфенріх-цур-зее (1 липня 1938)
- Лейтенант-цур-зее (1 жовтня 1938)
- Оберлейтенант-цур-зее (1 жовтня 1940)
- Капітан-лейтенант (1 червня 1943)

## Нагороди
- Залізний хрест 2-го і 1-го класу
- Нагрудний знак підводника
- Німецький хрест в золоті (28 грудня 1943)